# Duitama
Duitama ist eine Gemeinde (municipio) im kolumbianischen Departamento Boyacá. Nach Tunja ist sie die zweitgrößte Stadt des Departamentos. Duitama ist gemeinsam mit Sogamoso Sitz des Bistums Duitama-Sogamoso.

## Geographie

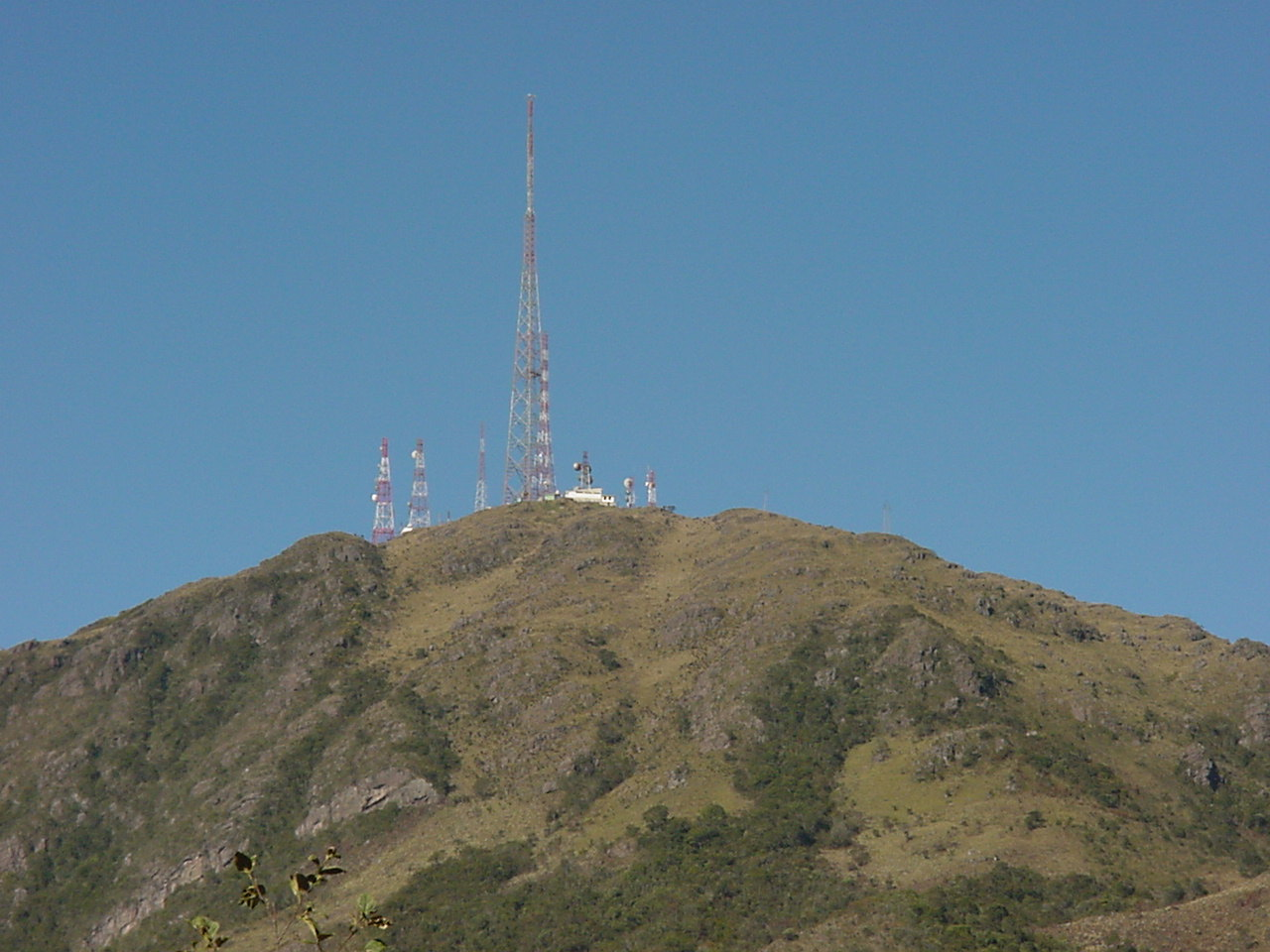
Páramo de La Rusia

Duitama hat eine Ausdehnung von 267 km² und liegt auf 2590 m in der östlichen Kordillere der Anden. Die Stadt liegt circa 240 Kilometer nordöstlich von Bogotá. Nach Süden wird das Gebiet der Stadt durch den Río Chicamocha begrenzt, nach Osten durch den Río Surba. In ihr Verwaltungsgebiet fallen unter anderem auch die Páramos Pan de Azúcar und La Rusia, die eine Höhe von 3800 Metern erreichen.
Die Gemeinde grenzt im Norden an Charalá und Encino im Departamento de Santander, im Osten an Santa Rosa de Viterbo, im Süden an Tibasosa und im Westen an Paipa.

## Bevölkerung
Die Gemeinde Duitama hat 114.413 Einwohner, von denen 104.445 im städtischen Teil (cabecera municipal) der Gemeinde leben (Stand 2019).

## Geschichte
Die heutige Stadt ist ursprünglich nach dem Kaziken Tundama benannt. Im Laufe der Zeit wandelte sich der Name zu Duitama. Der ursprüngliche Name bezeichnet noch heute die Provinz, in der Duitama liegt. Beim Kampf der Konquistadoren gegen den widerspenstigen Tundama im Jahre 1539 wurde die indigene Muisca-Bevölkerung stark dezimiert. Die danach brachliegenden, fruchtbaren Flächen wurden umgehend von den spanischen Eroberern bestellt. Diese waren es auch, die die Siedlung urbanisierten. Im Jahr 1556 kamen die ersten Missionare des Dominikanerordens in den Ort und machten ihn zum Ausbildungszentrum, bis die Ortschaft 1775 zur Kirchengemeinde erhoben wurde. Am 27. September 1819 wurde der Ort, auf Geheiß Simón Bolívars, zur Stadt erhoben.

## Wirtschaft
Bis zur Mitte des 20. Jahrhunderts war die Wirtschaft hauptsächlich landwirtschaftlich ausgerichtet. Mit der Fertigstellung der Eisenbahn und der Landstraße nach Bogotá verschob sich das Gewicht zum industriellen Sektor. Heute finden sich unter anderem die Getränkehersteller Postobon und Coca-Cola im Ort.

## Sport
In Duitama fand die UCI-Straßen-Weltmeisterschaften 1995 im Radsport statt. Es wurden insgesamt fünf Entscheidungen in den Disziplinen Zeitfahren und Straßenrennen sowie in den Kategorien Frauen, Männer und Männer Amateure ausgefahren.

## Flagge

Flagge Duitamas

Die dreistreifige Flagge Duitamas wurde im Jahre 1961 durch das Acuerdo Municipal 022 festgelegt. Der grüne Streifen soll die Hingabe der Menschen im Kampf für ihre Freiheit sowie die landwirtschaftlich günstige Lage repräsentieren. Das schwarze Band soll an die von den Spaniern während der Eroberung unterdrückten und versklavten Indigenen erinnern. Zu guter Letzt steht Rot für die Unerschrockenheit und die Heldentaten der Indigenen im Krieg.

## Söhne und Töchter der Stadt
- Joaquín García Ordóñez (1919–1995), katholischer Geistlicher, Bischof von Santa Rosa de Osos
- Carlos Germán Mesa Ruiz (* 1943), Bischof
- Pacho Rodríguez (* 1960), Radrennfahrer
- Oliverio Rincón (* 1968), Radrennfahrer
- Daniel Rincón (* 1975), Radrennfahrer
- Edgar Fonseca (* 1981), Radrennfahrer
- Rodolfo Torres (* 1987), Radrennfahrer